# جاسم حسین
جاسم محمد حسین اهل عراق، شیعه مذهب و متخصص تاریخ اسلام است. وی تحصیلات مقدماتی خود را دربارهٔ تاریخ خاورمیانه در بصره، بغداد انجام داد و دکترایش را از دانشگاه ادینبورو انگلستان تحت نظر مونتگومری وات اخذ کرد. سپس در بخش «مطالعات اسلامی و خاور میانه» آن دانشگاه به ادامه تحصیل و پژوهش مشغول شد و دورهٔ تحقیقات فوق دکترا را ادامه می‌دهد.
تابستان سال ۱۳۸۷ دکتر جاسم حسین در کمیسیون تخصصی همایش بین‌المللی دکترین مهدویت گفت:در زمان غیبت منتظران ظهور مهدی همانند قوم بنی اسرائیل مورد امتحان قرار می‌گیرند و ذائقه آن‌ها برای علاقه به امام امتحان می‌شود.

## آثار
از دکتر جاسم حسین، مقالات و کتاب‌های تحقیقی بسیاری به زبان‌های انگلیسی، عربی و اردو به چاپ رسیده‌است. برخی از آن‌ها عبارتند از:
- تاریخ سیاسی غیبت امام دوازدهم (ع). این کتاب توسط سید محمد تقی آیت‌الهی به فارسی ترجمه و منتشر شده‌است.[۳][۴]
- نقش احادیث مذهبی در غیبت امام دوازدهم (ع).
- سیاست اصولی و منسجم امامان (ع).
- تأثیر غیبت کبری امام دوازدهم (ع) بر موقعیت سیاسی و مذهبی فقهای امامیه.
- بررسی مراسم مذهبی تعزیه در میان شیعیان از دیدگاه تاریخی و جامعه‌شناسی.
- نقش وکالت امامیه با عنایت خاص نسبت به دوران نخستین سفیر.[۵][۶]